# Manuel Vieira Sarmento
Manuel Vieira Sarmento foi um sertanista e capitão no exército do governador Estêvão Ribeiro Baião Parente, tendo integrado a bandeira contra os índios bravos da Bahia 1671. Morreu muito idoso em 1720.
Natural do Rio de Janeiro, era filho de Belchior Félix e Ana Sarmento, neto do Capitão Jaques Félix, o Velho.
Casou com Maria Moreira e depois, em Taubaté, com Domingas da Veiga.
Silva Leme descreve sua família no volume VIII pág 66 da sua «Genealogia Paulistana».